# Голям-Дол
Голя́м-Дол (болг. Голям дол) — село в Старозагорській області Болгарії. Входить до складу общини Братя-Даскалові.

## Населення
За даними перепису населення 2011 року у селі проживали 88 осіб, усі — болгари.
Розподіл населення за віком у 2011 році:
Динаміка населення: